# Inside the Walls of Folsom Prison
Inside the Walls of Folsom Prison – amerykański dramat filmowy z 1951 roku, w reżyserii Crane Wilbur z Steve Cochranem i Davidem Brianem w rolach głównych.
Piosenkarz Johnny Cash obejrzał ten film podczas służby w United States Air Force w Niemczech Zachodnich w 1952 roku (zobacz Spacer po linie). Zainspirowany filmem napisał piosenkę Folsom Prison Blues.